# Geschichte der Garnisonsstadt Braunschweig

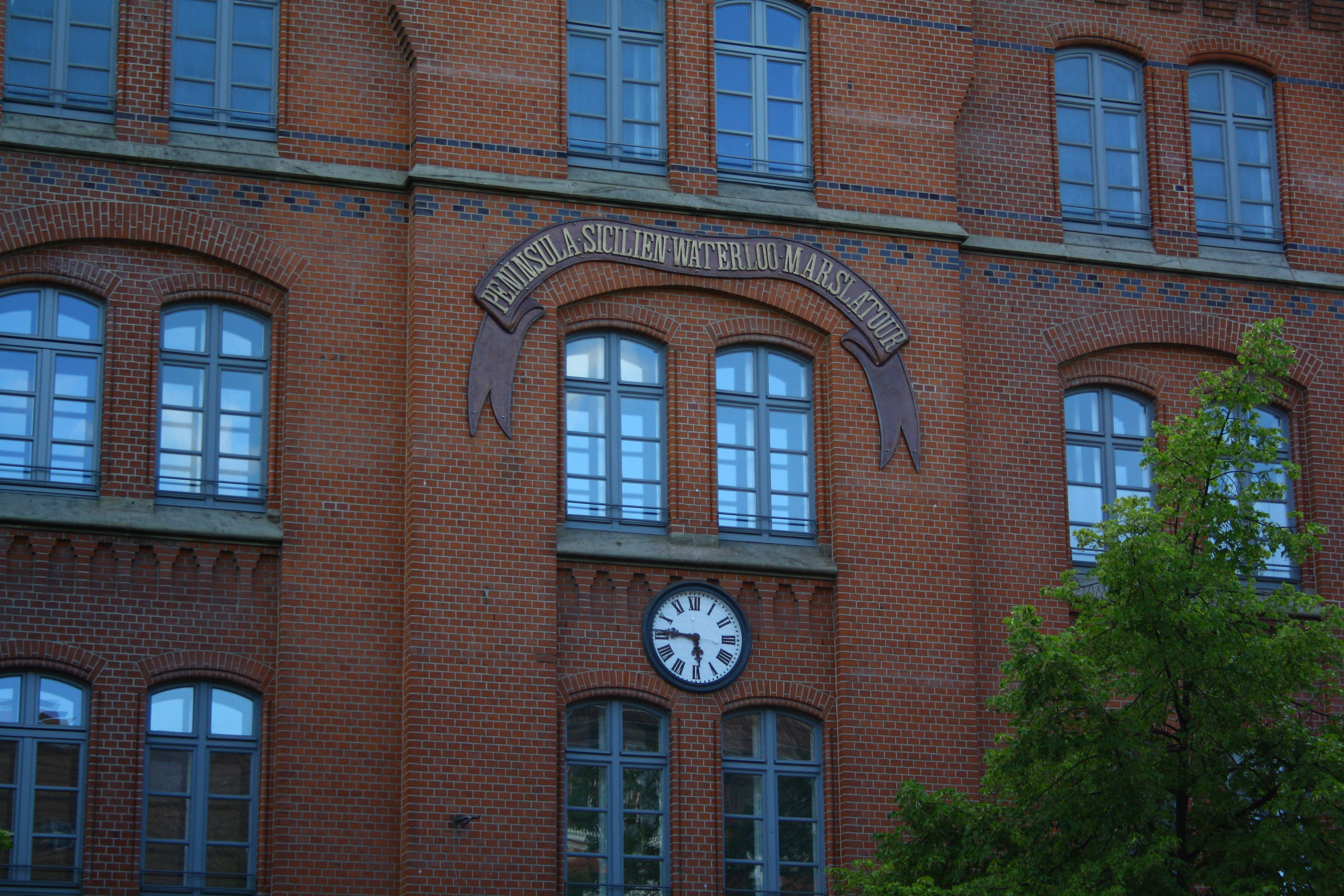
Frontseite der Mars-la-Tour-Kaserne mit dem Spruchband PENINSULA • SICILIEN • WATERLOO • MARSLATOUR als Hinweis auf die Feldzüge und Schlachten, an denen Braunschweigische Einheiten im 18. und 19. Jahrhundert teilgenommen haben.

Die Geschichte der Stadt Braunschweig als Garnisonsstadt begann 1671 und endete im Oktober 2003 mit der Auflösung der letzten beiden Kasernen, der Roselies- und der Heinrich-der-Löwe-Kaserne. Damit endete nach 332 Jahren die Geschichte der Garnisonsstadt Braunschweig.

## Überblick
Die Stadt Braunschweig war seit 1671, nach der Unterwerfung durch die Braunschweiger Herzöge, bis zum Abzug der letzten Bundeswehreinheiten im Jahr 2003 eine Garnisonsstadt. Die Soldaten wurden zunächst in Bürgerhäusern einquartiert. Da dies jedoch oftmals zu Beschwerden durch die Bewohner führte, wurden in der zweiten Hälfte des 18. Jahrhunderts die ersten Kasernen in der Stadt errichtet. Das Militär diente nicht nur zum Kampf gegen äußere Feinde, sondern übte – je nach Epoche – auch eine Ordnungs- und Repressionsfunktion in Stadt und Land aus.
Nach 1955 bezog die Bundeswehr die Stadt. Ihre Präsenz in Braunschweig endete 2003.

## Garnisonsstadt ab 1671

### Die Ära bis zur Reichsgründung 1671 bis 1871
Die Stadt Braunschweig und die Stadt Wolfenbüttel waren die beiden einzigen mit Befestigungsanlagen versehenen Städte im ehemaligen Fürstentum Braunschweig-Wolfenbüttel. Nach ihrer Belagerung und Unterwerfung durch die Herzöge wurde Braunschweig 1671 zur fürstlichen Garnison erhoben und zum Standort des fürstlichen Heeres, dessen Truppenstärke im Laufe der Jahre variierte. Zu dieser Zeit gab es je eine Kompanie Leibgarde zu Ross und zu Fuß sowie zwei Kompanien des Reiterregiments, die Infanterieregimenter „von Stauffen“, „von Schönberg“ und „von der Brüggen“ und die Artillerie. Die stationierten Verbände setzten sich stets aus mehreren Regimentern zusammen. Selbst in Zeiten des Friedens stand in der Stadt immer ein gewisses Kontingent an braunschweigischen Soldaten unter Waffen bereit.
Die 1756 errichtete Ägidienkaserne war die erste Braunschweiger Kaserne. Sie wurde auf dem Platz des ehemaligen Ägidien-Klosterhofes errichtet (seit 1853 Lessingplatz). Bis 1825 folgte der Bau dreier weiterer Kasernen: Augusttor-Kaserne (1806), Burg-Kaserne (1808) und Magnitor-Kaserne (Kavallerie-Kaserne, 1825). Die Zustände in den Kasernen waren bis zum Jahr 1843 unzureichend. So gab es Berichte nach denen beispielsweise die Burgkaserne seit 1820 als baufällig bezeichnet wurde und einem drohenden Einsturz 1832 nur unzureichend durch notdürftige Reparaturen begegnet wurde. Die Kasernengebäude waren schlecht gedämmt und die Zimmer und Schlafsäle waren häufig überbelegt und die Luftzirkulation zusätzlich im Winter durch mit Decken verhängte Fenster beeinträchtigt. In die Obergeschosse der Ägidienkaserne drang sogar bei Regen Wasser ein, wodurch eine Nutzung der Räumlichkeiten nicht mehr möglich war. 1837 wurde daher der Bau einer neuen Infanteriekaserne beschlossen, in der es teilweise getrennte Schlaf- und Wohnräume für Soldaten gab. 1841 zog dort das erste Bataillon ein. Neben den Kasernen gab es für die Soldaten ein Militärhospital sowie eine eigene Garnisonschule. Diese war aus der St. Aegidienschule hervorgegangen, stand jedoch den Mannschaftsdienstgraden nicht zur Verfügung, da es diesen untersagt war zu heiraten oder eine Familie zu gründen. Am 20. Februar 1847 verstarb der Abt Franz August Christian Westphal, Direktor der Waisenhaus- und Garnisonschule und Domprediger. Im Jahr 1852 wurden die beiden Freischulen und die beiden Bürgerschulen sowie die Waisenhaus- und Garnisonschule zusammengefasst und einem gemeinsamen städtischen Schulvorstand und Schuldirektor unterstellt.
Zu Beginn des 19. Jahrhunderts wurden beim Steinbruch am Nußberg Schießstände für die Ausbildung der Soldaten der Garnison angelegt. Diese wurden bis zum Jahr 1919 genutzt. Zu Ehren des Generalmajors Johann Elias Olfermann (1776–1822), der die Braunschweigischen Truppen nach dem Tod des Herzogs befehligt und in der Schlacht von Quatre-Bras angeführt hatte, wurde im Jahr 1832 unweit der Schießstände eine Gedenksäule aufgestellt.
1816 wurde die Militär-Administrations-Kommission geschaffen, die für die Militärverwaltung zuständig war. Ab 1826 wurden diese Aufgaben vom Herzoglichen Kriegs-Collegium übernommen. Ihm oblagen die Verwahrung der Kriegskasse, die Verwaltung der Kasernen, die Verpflegung, die Versorgung sowie das Zeughaus und das Militärhospital. Hierarchisch war der jeweilige Herzog Oberbefehlshaber des braunschweigischen Militärs, ihm unterstand der Kommandant des aktiven Korps, ab 1848 war dies der Brigadekommandeur. Der Garnisonsdienst wurde durch die Stadtkommandanten organisiert.
| Zeitraum      | Dienstgrad      | Name                                       |
| ------------- | --------------- | ------------------------------------------ |
| 1813 bis 1821 | Generalleutnant | Johann Heinrich Carl von Bernewitz         |
| 1821 bis 1830 | Generalleutnant | Johann Carl Moll                           |
| 1830 bis 1835 | Generalleutnant | Friedrich August von Herzberg              |
| 1835 bis 1847 | Generalleutnant | * Ernst von Schrader                       |
| 1847 bis 1851 | Generalmajor    | Heinrich August Christian von Brandenstein |
| 1851 bis 1855 | Generalleutnant | Johann Heinrich Ernst Gustav von Normann   |
| 1855 bis 1867 | Generalleutnant | Alexander Leopold von Erichsen             |

Zwischen den Soldaten und Teilen der Braunschweiger Einwohnerschaft, vor allem der Unterschicht, gab es latente Spannungen, die in Krisenzeiten oder bei besonderen Anlässen zu gewaltsamen Auseinandersetzungen führen konnten.

### Erster Weltkrieg 1914 bis 1918
Als im Jahr 1914 der Erste Weltkrieg ausbrach, wirkte sich dieser auch auf das Herzogtum Braunschweig aus. Am 4. August dieses Jahres stimmte die Berliner Reichstagsfraktion der SPD den „Kriegskrediten“ im Rahmen des sogenannten „Burgfriedens“ zu. Da Braunschweig eine Garnisonsstadt war und das Infanterie-Regiment Nr. 92 sowie das Husaren-Regiment Nr. 17 dort stationiert waren, blieb die Stadt von diesen politischen Ereignissen nicht unberührt. Die Generalmobilmachung am 1. August stieß auf Zustimmung und eine Einheit der Braunschweiger Husaren rückte unter den Beifallsrufen der Bevölkerung aus der Kaserne aus.
Bereits am 31. Juli hatte der Herzog Ernst August seine Regierungsgeschäfte an die Herzogin Victoria Luise übergeben, um selbst als Offizier in der preußischen Armee zu dienen und in den Krieg zu ziehen. Mit der Mobilmachung zogen die Reservisten in die Braunschweiger Kasernen ein. Die dem Krieg eher skeptisch gegenüberstehende Braunschweiger SPD veröffentlichte in ihrer Zeitschrift „Volksfreund“ hingegen kritische Beiträge. Die anfängliche Begeisterung für den Krieg wurde schnell gedämpft, als sich bereits in den ersten Kriegsmonaten die Todesmeldungen über braunschweigische Soldaten in der Stadt häuften. Daraufhin wurden in der Stadt Lazarette, wie das Schloss-Lazarett, eingerichtet und Frauen in der medizinischen Versorgung ausgebildet. Im Verlauf des Ersten Weltkriegs wurde mit der Militär-Fliegerstation Braunschweig-Broitzem am 1. April 1917 auf einer Fläche von rund 95 Hektar der erste vollwertige Flugplatz der Stadt in Betrieb genommen. Die Rüstungsproduktion bekam einen hohen Stellenwert innerhalb der Stadt, die Unternehmen wurden auf Kriegsproduktion umgestellt und viele Frauen wurden, da es an Arbeitskräften mangelte, in diesen Betrieben beschäftigt. Davon profitierten insbesondere Unternehmen, die Konserven oder Maschinen herstellten. Infolge dieser Umstrukturierung kam es schon bald zu einem Mangel an Lebensmitteln, da nicht genügend Landarbeiter für die Ernte bereitstanden. Brot und Gemüse mussten rationiert werden und die Unzufriedenheit innerhalb der Stadtbevölkerung nahm zu.
Als schließlich im Oktober 1918 die Nachrichten über die Forderung nach einer Abdankung Kaiser Wilhelms II. Braunschweig erreichten, kam es auch hier im November zu Demonstrationen auf dem Leonhardplatz. Am 6. November wurde das Gefängnis erstürmt und das Polizeipräsidium sowie der Bahnhof durch die Demonstranten besetzt. Zwei Tage später wurde ein „Arbeiter- und Soldatenrat“ gewählt und der Herzog von Braunschweig-Wolfenbüttel dankte noch am selben Tage ab. Damit endete die Herrschaft der Welfen in Braunschweig am 8. November 1918. Anschließend rief der Arbeiter- und Soldatenrat die „Sozialistische Republik Braunschweig“ aus.

### Weimarer Republik 1920 bis 1933
Aufgrund des Versailler Vertrages durfte Deutschland nur Landstreitkräfte mit höchstens 100.000 Mann unterhalten. Nach dem Ende des Ersten Weltkriegs wurde zunächst das Reichswehr-Infanterie-Regiment 20 in der Stadt stationiert. Am 1. Januar 1921 wurde aus Verbänden des Übergangsheeres das 17. Infanterie-Regiment der Reichswehr gebildet, das seinen Regimentsstab in Braunschweig hatte. Für das Ende der 1920er Jahre sind folgende Stationierungen im Land Braunschweig belegt:
- Infanterie-Kaserne, Braunschweig, Humboldtstr. 30–33
  - Standortältester Braunschweig
  - Stab des 17. Infanterie-Regiments
  - I. (Braunschw.) Bataillon des 17. Infanterie-Regiments mit der 1. bis 3. Kompanie, 4. Maschinengewehrkompanie
  - Militärverwaltungsbehörden

- Husaren-Kaserne, Braunschweig, Altewiekring 20
  - 2. und 4. Kompanie sowie 13.(Braunschw.) Minenwerferkompanie des I. Bataillons

- Braunschweig, Gliesmaroder Straße 29
  - Standortlazarett Braunschweig und Standortarzt

- Artillerie-Kaserne, Wolfenbüttel, Lindener Straße 16
  - Standortältester Wolfenbüttel
  - 7. Batterie des 6. (Preuß.) Artillerie-Regiments
  - 9. (Kw.) Batterie des 6. (Preuß.) Artillerie-Regiments
  - Sanitätsstaffel Wolfenbüttel der Sanitäts-Abteilung 6

### Nationalsozialismus 1933 bis 1945
Mit der Machtergreifung am 30. Januar 1933 ging 1934 aufgrund des Gesetzes über den Neuaufbau des Reichs auch die Selbständigkeit der Länder des Deutschen Reiches verloren. Eine Reichsreform sollte dazu dienen, das gesamte Reich in etwa gleich große Reichsgaue zu unterteilen, hierfür sollte der Freistaat Braunschweig mit dem südlichen Teil der preußischen Provinz Hannover vereinigt werden. Diese Planung wurde jedoch nicht verwirklicht. Um die eigene Machtposition nicht zu verlieren, beschloss der Ministerpräsident des Freistaates Braunschweig Dietrich Klagges, sich für einen Reichsgau Ostfalen mit einer Hauptstadt Braunschweig einzusetzen. Dafür ließ er die Stadt zu einer Musterstadt des Nationalsozialismus ausbauen. Dazu gehörten auch der Ausbau der Militäranlagen und die Neuanlage großer Kasernen. Ab 1935 wurde die Garnison vor allem durch Artillerie-Einheiten und den Stab der 31. Infanterie-Division bestimmt.
Truppenteile, Einrichtungen und Außenkommandos
Die meisten dieser Kasernen wurde in den Jahren 1936 bis 1938 errichtet. Die Anlagen für die Truppen des Heeres lagen hierbei weitgehend im Süden und Osten der Stadt. So zogen beispielsweise 1935 die „Beobachtungsabteilung 31“ in die Schillkaserne und zwei Abteilungen des „Artillerieregiments 67“ in die Heinrich-der-Löwe-Kaserne und die Hindenburg-Kaserne, 1936 die „Nachrichtenabteilung 31“ in die Siegfriedkaserne, 1938 die „Panzerabwehrabteilung 31“ in die Leutnant-Müller-Kaserne und das „Fallschirminfanteriebataillon 1“ in die Roselies-Kaserne ein, die nach dem belgischen Ort Roselies benannt wurde. Zudem quartierte sich die „Sanitätsabteilung 31“ im ehemaligen Heereslazarett an der Gliesmaroder Straße ein. In der Schillstraße befand sich die Kommandozentrale mit dem Divisionsstab, der Standortverwaltung und einem Heereskasino.
Zu den Fronttruppen während des Krieges gehörten unter anderem die 31. Infanterie-Division, das Infanterie-Regiment Nr. 17, die Panzer-Abwehr-Abteilung 31, die Artillerie-Regimenter 55 und 67 sowie die Flakgruppe Braunschweig und das Luftnachrichten-Regiment 2, die 1. SS-Totenkopf-Jagd-Brigade und das SS-Wach-Bataillon Braunschweig. Zudem gab es Sanitätsstaffeln, Heeresfachschulen und Ersatz- oder Reserveregimenter und die Fliegerschule Braunschweig. Die Wehrmachtskommandantur, das Wehrbezirkskommando (Wehrersatzbezirk Hannover) und das Luftkreiskommando VII mit dem Luftwaffengruppenkommando 2 und der 4. Flieger-Division waren ebenfalls in Braunschweig stationiert. Weitere wichtige Einrichtungen waren die Heeres-Munitionsanstalten Grasleben und Lehre, ein Lufttank- und Munitionslager sowie die Außenkommandos der Lager Neuengamme (Lager Büssing und Schilldenkmal, SS-Reitschule, Stahlwerke und Truppenwirtschaft) und Buchenwald (SS-Junkerschule).
Die Gebäude für die Luftwaffe wurden im Norden und Westen angesiedelt. Es gab die „Aufklärungsfliegerschule“ auf dem Flugplatz Broitzem, ab 1938 die „Flugzeugführerschule“ in der Tannenbergkaserne und eine Ausbildungsstätte des „Luftnachrichtenregiments 2“ in der Husarenkaserne. Die Kommandozentrale für diese Einrichtungen und zugleich Hauptquartier der „Luftwaffengruppe 2“ war das „Luftflottenkommando 2“ an der Grünewaldstraße. Des Weiteren wurden teilweise eigene Offizierswohnanlagen wie die Bastholz- oder die Lindenbergsiedlung und im Mascheroder Holz angelegt. Auch in der Innenstadt gab es solche kasernennahen Wohngebiete beispielsweise das „Fliegerviertel“ (Grünewaldstraße).

Bilder von Gebäuden der Garnison
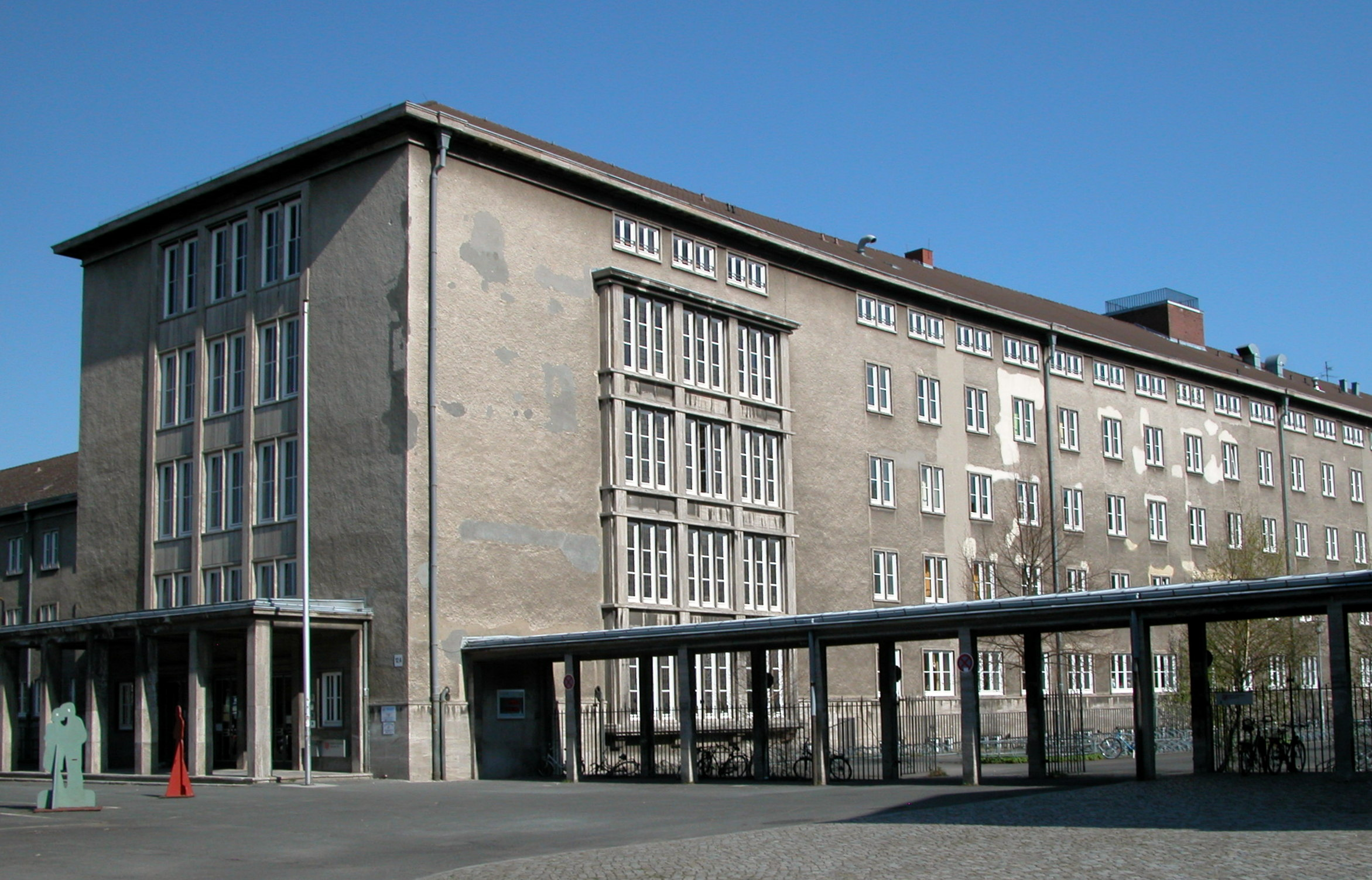
Ehemaliges Luftflottenkommando 2 seit 1989 IGS Franzsches Feld (2010)
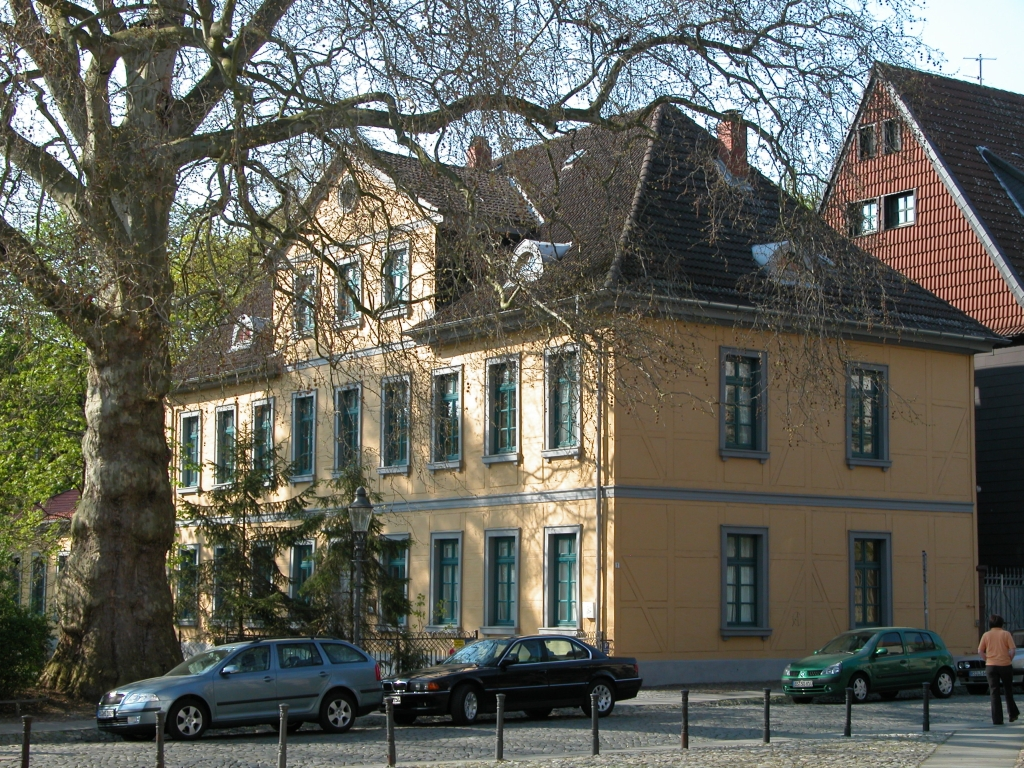
Ehemalige Garnison-Schule (2009)
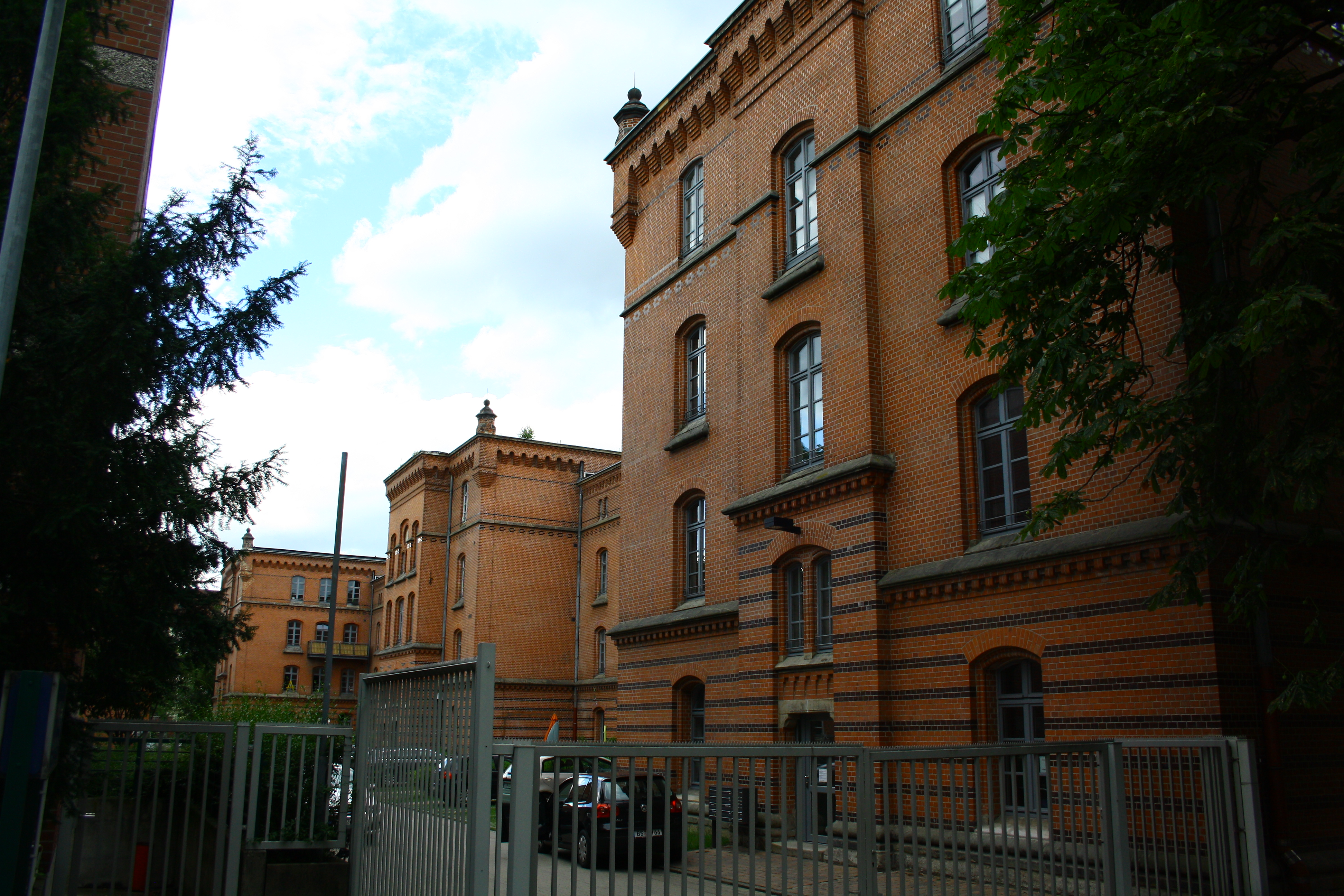
Ehemalige Mars-la-Tour-Kaserne

Eine weitere Luftwaffeneinrichtung war die von 1936 bis 1945 bestehende Deutsche Forschungsanstalt für Luftfahrt, auf deren Gelände zwischen Völkenrode und Watenbüttel sich heute das Johann Heinrich von Thünen-Institut und die Physikalisch-Technische Bundesanstalt (PTB) befinden. Auf dem dazugehörenden Flugplatz waren ab 1943 jeweils kurzzeitig mehrere fliegende Verbände der Luftwaffe stationiert.
Braunschweig im Krieg
Das erste Kriegsjahr brachte für die Stadt keine nennenswerten Konfrontationen, lediglich im September wurden Aufklärungsflugzeuge gesichtet. Trotzdem war Braunschweig als Garnisons- und rüstungsintensiver Industriestandort ein wichtiges Angriffsziel. Bereits im Juni/Juli 1940 kam es zu den ersten Fliegeralarmen und einige Angriffe erfolgten in der näheren Umgebung der Stadt. Am 17. August wurde erstmals das Stadtgebiet von feindlichen Bomben getroffen, wobei zwei Menschen zu Tode kamen. Im Februar 1941 kam es zu größeren Schäden durch Sprengbomben am Fallersleber Tor und am Petritorwall, aber auch am Sackring und dem Rudolfplatz. Gleichzeitig wurden Wenden und der Flugplatz in Waggum bombardiert. Am 11. Februar fielen die ersten Brandbomben im Stadtgebiet, beispielsweise auf die Luther-Werke, die der Flugzeugproduktion dienten, die stark beschädigt wurden. Das Jahr 1942 verlief ohne größere Schäden. Im September des Jahres 1943 gab es die ersten massiven Angriffe auf die Stadt, die sich ab Januar fortsetzten und schließlich mit dem verheerenden Bombenangriff am 15. Oktober 1944 die historische Innenstadt komplett zerstörten. Die Errichtung der Luftschutzanlagen und Bunker in Braunschweig rettete vielen Bürgern der Stadt das Leben.
Die 30. US-Infanteriedivision unter Führung des Generalmajors Leland Hobbs hatte den Auftrag, Braunschweig einzunehmen und dann über die Elbe in Richtung Tangermünde vorzustoßen. Am 10. April 1945 verhandelte Hobbs an der Wedtlenstedter Schleuse des Stichkanals Salzgitter mit dem Braunschweiger Kampfkommandanten Generalleutnant Karl Veith, der jedoch eine sofortige bedingungslose Kapitulation ablehnte, sondern die Möglichkeit eines Rückzugs der Wehrmacht aus Braunschweig verlangte. Nach dem Abbruch der Verhandlungen setzten die Amerikaner ihren Vormarsch fort. Am folgenden Tag gelang ihnen der Übergang über den Stichkanal; sie rückten aus mehreren Richtungen weiter auf Braunschweig vor. Nachdem die örtlichen NS-Machthaber und die letzten Wehrmachtseinheiten sich aus Braunschweig abgesetzt hatten, unterzeichnete der kommissarische Oberbürgermeister Erich Bockler am 12. April um 2.59 Uhr das Übergabeprotokoll an die US-amerikanischen Streitkräfte. Die Besatzungszeit begann. Deutsche Soldaten und andere Uniformträger wurden in die Gebäude der ehemaligen Akademie für Jugendführung verbracht, wo die Militärregierung ein Kriegsgefangenenlager eingerichtet hatte. Für kurze Zeit kam es zu einer Überschneidung in der Führung: Am 14. April übernahmen die Briten die Militärregierung für das Land Braunschweig, während die kommunale Militärregierung von der US-Seite ausgeübt wurde; dieser Dualismus endete am 5. Mai. Später zogen die amerikanischen Truppen aus Braunschweig ab. Die Briten bezogen bis 1958 in der Heinrich-der-Löwe-Kaserne ihr Quartier.

## Bundesrepublik Deutschland

PzBrig 2

Die 1. Panzerdivision war ein Großverband aus den ersten Tagen der Bundeswehr. Zunächst wurde sie 1956 als Grenadierdivision bezeichnet, dann ab 1959 als Panzergrenadierdivision und schließlich ab 1981 als Panzerdivision. Aus den anfänglich aufgestellten Verbänden gingen unter anderem die Panzerbrigade 2 mit dem Grenadierbataillon II und III in Rautheim, (Heinrich-der-Löwe-Kaserne) und das Panzerartilleriebataillon 25 (Leutnant-Müller-Kaserne) hervor.
Die Aufgabe der „Panzerbrigade 2“ war in der Mitte der 1970er Jahre insbesondere die ständige Bereitschaft zur Verteidigung der innerdeutschen Grenze. In der Husaren-Kaserne waren das Panzeraufklärungsbataillon 1 und der Radarzug 1 sowie der Brigadeschützenpanzerzug 1 und 2 untergebracht. Weitere Einheiten befanden sich in der Roselies-Kaserne und der Tannenberg-Kaserne.
Nach dem Ende des Kalten Krieges wurde begonnen, die Truppen der Bundeswehr umzustrukturieren und zu reduzieren. Dies hatte auch Auswirkungen auf den Standort Braunschweig. Die 2. und 3. Brigade der 1. Panzerdivision wurden aufgelöst, lediglich die Panzergrenadierbrigade 1 blieb bis ins Jahr 2007 erhalten. Für Braunschweig bedeutete dies, dass nach und nach alle Kasernen geschlossen wurden und die Bundeswehr diesen Standort im Jahr 2003 endgültig aufgab. Eigentümer der militärischen Liegenschaften war zunächst der Bund, nach Beendigung der militärischen Nutzung vertreten durch die Bundesvermögensverwaltung (BVV), später die Bundesanstalt für Immobilienaufgaben (BImA). Die Schaffung einer neuen zivilen Nutzung (Konversion) war die gemeinsame Aufgabe der Bundesbehörden als Eigentümer und der Stadt Braunschweig als Planungsträger.

## Kasernen der Stadt Braunschweig
| Bezeichnung                                    | Zeitraum      | Regimenter | Bemerkung | Koordinaten                          |
| ---------------------------------------------- | ------------- | --- | --- | ------------------------------------ |
| Ägidien-Kaserne                                | 1756 bis 1843 | - 1756: Dragonerregiment - 1825: Garde-Husaren-Regiment - 1831 bis 1843: Herzoglich Braunschweigisches Leibbataillon | Die Ägidienkaserne war die erste Braunschweiger Kaserne. Sie wurde auf dem Platz des ehemaligen Ägidien-Klosterhofes errichtet. (seit 1853 Lessingplatz mit dem Lessingdenkmal) | 52° 15′ 31,7″ N, 10° 31′ 26″ O       |
| Augusttor-Kaserne                              | 1806 bis 1894 | - 1816 bis 1869: Artillerie-Batterie - 1869 bis 1892: zwei Schwadrone des Husaren-Regiments | Ursprünglich befand sich hier das August-Tor. Nachdem die Wallanlagen geschleift worden waren, wurde es um das Jahr 1800 zu einem Gefängnis und einer Kaserne umgebaut. Bis 1826 diente sie als Hauptwache und Militärgefängnis. Der Portikus mit seinen dorischen Säulen wurde 1896 nach der Schließung in den Bürgerpark umgesetzt. | 52° 15′ 34″ N, 10° 31′ 38,8″ O ???   |
| Burg-Kaserne                                   | 1808 bis 1873 | - 1808: Westfälisches Regiment - 1814: Infanterie-Regiment - 1843 bis 1848: Leib-Bataillon | 1826 zog die Hauptwache in die Burg-Kaserne. Die alte Burg Heinrichs des Löwen diente seit 1848 als Magazin und Reserve-Kaserne, ehe sie 1873 komplett ausbrannte. Sie wurde daraufhin abgetragen und an dieser Stelle in den Jahren 1887 bis 1906 eine Rekonstruktion der Burg Dankwarderode errichtet. | 52° 15′ 53″ N, 10° 31′ 27″ O         |
| Magnitor-Kaserne (Kavallerie-Kaserne)          | 1825 bis 1907 | - 1825: Garde-Husaren-Regiment - 1830: Drei Eskadrone des Husaren-Regiments | Ab 1892 befand sich in dem Gebäude die Kunst- und Gewerbeschule; sie wurde 1907 abgerissen. Auf dem Grundstück wurde der Bau für das Gymnasium Gauß-Schule errichtet. | 52° 15′ 40,8″ N, 10° 31′ 50″ O       |
| Husaren-Kaserne (Mars-la-Tour-Kaserne)         | 1892 bis 1945 | - 1873 bis 1918: Husaren-Regiment 17 - 1920 bis etwa 1945: Minenwerfer-Abteilung 17 | Seit 1945 war der Gebäudekomplex am Altewiekring Sitz des 4. Polizeireviers Braunschweig, es ist das einzige noch vorhandene Kasernengebäude aus dem 19. Jahrhundert. | 52° 15′ 51″ N, 10° 32′ 24,9″ O       |
| Infanterie-Kaserne (Vendôme-Kaserne)           | 1843 bis 1945 | - 1843 bis 1871: Infanterie-Regiment - 1871 bis 1887: 1./2. Bataillon des 4. Magdeburger Infanterie-Regiments Nr. 67 - 1887 bis 1918: Teile des Infanterie-Regiments 92 - 1918 bis 1921: Reichswehrschutz-Regiment 5 - 1921 bis 1945: 1. Bataillon des Infanterie-Regiments 17 | Die Gebäude am Fallersleber Tor wurden im Zweiten Weltkrieg durch Bombentreffer schwer beschädigt und im Sommer 1961 größtenteils abgerissen. Seit 1945 waren dort die Kriminalpolizei, das Bundesvermögensamt und das Hauptzollamt Braunschweig untergebracht. | 52° 16′ 7,8″ N, 10° 32′ 6,2″ O       |
| Infanterie-Kaserne (Quatre-Bras-Kaserne)       | 1893 bis 1918 | - 1893 bis 1918: 4. Bataillon des Infanterie-Regiments 92 - 1897 bis 1918: 3. Bataillon des Infanterie-Regiments 92 (aus Blankenburg) | Die Kaserne befand sich in der Korfesstraße. Im Jahre 1895 wurden durch den Bauunternehmer Gnadt vier Doppelhäuser (Korfesstraße 35 bis 38) zu Wohnzwecken gebaut, sodass den zu erwartenden Platzproblemen bei Übersiedelung des 3. Bataillons des Infanterie-Regiments 92 aus Blankenburg im Jahre 1897 entgegengewirkt werden konnte. | 52° 15′ 41,4″ N, 10° 32′ 57,3″ O ??? |
| Kaserne Fliegerhorst Broitzem                  | 1935 bis 1945 | - 1935 bis 1945: Schule für Aufklärungsflieger - 1935 bis 1945: Beobachterschule - 1935 bis 1945: Fallschirmjägereinheit | 1929 wurde der Standort der deutschen Verkehrsfliegerschule von Berlin-Staaken nach Braunschweig verlegt. 1934 wurde sie vom Reichs-Luftfahrtministerium übernommen und eine Kasernenanlage an der Broitzemer Straße errichtet. Nach der Neuanlage des Flughafens Waggum nutzte die Schule für Aufklärungsflieger weiterhin diese Gebäude. | 52° 14′ 59,4″ N, 10° 29′ 22,8″ O     |
| Heinrich-der-Löwe-Kaserne (Hindenburg-Kaserne) | 1935 bis 2003 | - 1935 bis 1945: I./II. Abteilung Artillerieregiment 67 - 1945 bis 1958: Britische Besatzungsarmee - ab 1958 Panzergrenadierbataillon 22 und 23 - Teile des Panzerbataillons 21 - Sanitätskompanie Panzerbrigade 2 - bis 2003 Panzerbataillon 24                               | Kapazität: 1000 Mann. Die Panzergrenadierbataillone waren mit Schützenpanzern des Typs Marder ausgerüstet. Für die Nachnutzung des Kasernengeländes waren unter anderem ein Stadionneubau und ein Autohof im Gespräch. Das Gelände wurde 2010 an das Braunschweiger Unternehmen Kanada Bau GmbH veräußert und wird heute als Wohngebiet genutzt. | 52° 14′ 55″ N, 10° 34′ 24″ O         |
| Schillkaserne                                  | 1935 bis 1945 | - 1935 bis 1945: Beobachtungsabteilung 31 - ab 1945: eine Abteilung der Schutzpolizei des Landes Niedersachsen. | Kapazität: 800 Mann. Benannt nach dem Freiheitskämpfer Ferdinand von Schill. | 52° 17′ 0″ N, 10° 34′ 9″ O           |
| Siegfried-Kaserne                              | 1936 bis 1945 | - 1936 bis 1945: Nachrichtenabteilung 31 - ab 1951: Grenzschutzabteilung II/5 | Kapazität: 800 Mann. Seit dem Jahr 2000 gehört das Gebäude zur Technischen Universität Braunschweig (Campus Nord) | 52° 17′ 2,1″ N, 10° 32′ 18,2″ O      |
| Husaren-Kaserne                                | 1938 bis 1994 | - 1938 bis 1945: Luftwaffen-Nachrichtenabteilung 2 - 1959 bis 1994: Panzeraufklärungsbataillon 1 - 1986 bis 1994: Nachschubkompanie 20 - 1986 bis 1994: Instandsetzungskompanie 20                                                                                             | Kapazität: 1000 Mann. Nachnutzung als Gewerbepark | 52° 18′ 32″ N, 10° 32′ 48″ O         |
| Leutnant-Müller-Kaserne                        | 1938 bis 1999 | - 1938 bis 1945: Panzerabwehrabteilung 31 - 1956 bis 1992: Panzerartilleriebataillon 25 und Panzerpionierkompanie 20 | Kapazität: 800 Mann. Das Panzerartillerie-Bataillon 25 ging aus dem 1. Bataillon des Artillerieregiments 1 hervor, welches 1956 aufgestellt worden war. Dieses wurde im Jahr 1959 der Panzergrenadier-Brigade 2 unterstellt und in Feldartilleriebataillon 25 umbenannt. Ende 1966 wurde das Bataillon mit Panzerhaubitzen des Typs M109G ausgerüstet und in Panzerartilleriebataillon 25 umbenannt. Nachnutzung als Gebäude des Städtischen Klinikums Salzdahlumer Straße und Wohnanlagen | 52° 14′ 7″ N, 10° 32′ 27″ O          |
| Roselies-Kaserne                               | 1938 bis 2003 | - 1938 bis 1945: Fallschirminfanteriebataillon 1 - 1961 bis 2003: Panzerbataillon 24 - Teile des Panzerbataillons 21 - 1976 bis 1986/87: Panzerbataillon 23 - Panzerjägerkompanie 20 - 1986 bis 1991: Fernspähkompanie 100                                                     | Kapazität: 1000 Mann. Ab 1945 wurden die Gebäude vorübergehend als Lager für Displaced Persons genutzt. Die Kasernengebäude wurden abgerissen und auf dem Gelände wurden Eigenheime errichtet. | 52° 14′ 48″ N, 10° 34′ 0″ O          |
| Tannenberg-Kaserne                             | 1938 bis 1991 | - 1938 bis 1945: Flugzeugführerschule - 195? bis 1986: Nachschubkompanie 20 - 1966 bis 1986: Fernspäh-Kompanie 100 - 1986/87 bis 1991: Panzerbataillon 23 - Sanitätszentrum 201                                                                                                | Benannt nach der Schlacht bei Tannenberg (1914) | 52° 18′ 49″ N, 10° 33′ 42″ O         |

## Garnisonfriedhöfe und Garnisonkirchen
Von der ersten Erwähnung 1753 als „Begräbnisplatz für Militärpersonen“ bis in das 20. Jahrhundert hinein diente ein Teil der Katharinengemeinde als Garnisonfriedhof. Nach dem Gräbergesetz haben dort 107 Militärgräber ein dauerhaftes Ruherecht. Als im Jahr 1887 der Hauptfriedhof an der Helmstedter Straße angelegt wurde, wurde dort auch ein Ehrenfriedhof für die Gefallenen der beiden Weltkriege eingerichtet und die Zahl der Bestattungen auf dem Katharinenfriedhof ging zurück. Das Gelände des ehemaligen Garnisonfriedhofs wurde durch Neubauten der Technischen Universität teilweise überbaut, teilweise im Jahr 2011 saniert, um die historischen Grabanlagen zu erhalten.
Garnisonkirchen
- Die Aegidienkirche wurde am 29. September 1718 als Garnisonkirche eingeweiht. Am 8. November 1787 gab Heinrich Ludewig Stalman für den Abt Johann Friedrich Wilhelm Jerusalem eine Sammlung mit dem Titel Predigten heraus, die er als Prediger an der „Egidien- und Garnisonkirche“ gehalten hatte.[35] Das Aegidienkloster und die Garnisonkirche unterstanden um 1772 gemeinschaftlich dem Propst zu St. Aegidien und dem Stadtkommandanten.[36]
- Die Matthäuskirche wurde am 18. Dezember 1904 eingeweiht und bis 1944 als Garnisonkirche genutzt. Seit 1967 ist sie evangelisch-lutherische Pfarrkirche.[37]

## Erinnerungskultur
Gedenksteine
- An das Gefecht bei Ölper, das am 1. August 1809 zwischen Truppen des Königreichs Westphalen und der von Herzog Friedrich Wilhelm geführten „Schwarzen Schar“ erinnert das Herzogsdenkmal in Ölper.
- An die Ruhestätte von vierzehn Soldaten aus dem Freikorps des Königlich preußischen Majors Ferdinand von Schill, dem zu Ehren die Schill-Kaserne benannt wurde, erinnert das „Schill-Denkmal“ in der Schillstraße in Braunschweig. An diesem Ort wurden die Soldaten am 18. bis 22. Juli 1813 Hingerichtet und am 24. September 1837 der Kopf des Majors beigesetzt.
- Für den Sieg über die französischen Truppen im Deutsch-Französischen Krieg in den Jahren 1870 bis 1871, wurde auf dem ehemaligen Siegesplatz (Lessingplatz) ein Siegesdenkmal errichtet, dass an diese Kämpfe und die beteiligten Regimenter, dargestellt im Sockel durch drei Soldaten der Infanterie, Kavallerie und Artillerie, erinnert.
- Das Kolonialdenkmal erinnert an die Gefallenen in den deutschen Kolonien (Togo, Kamerun, Südwestafrika, Ostafrika, Neuguinea, Samoa-Inseln, Kiautschou, Insel Yap, Palau-Inseln, Karolinen-Inseln, Insel Ponape, Insel Nauru, Marianen-Inseln, Marshall-Inseln).

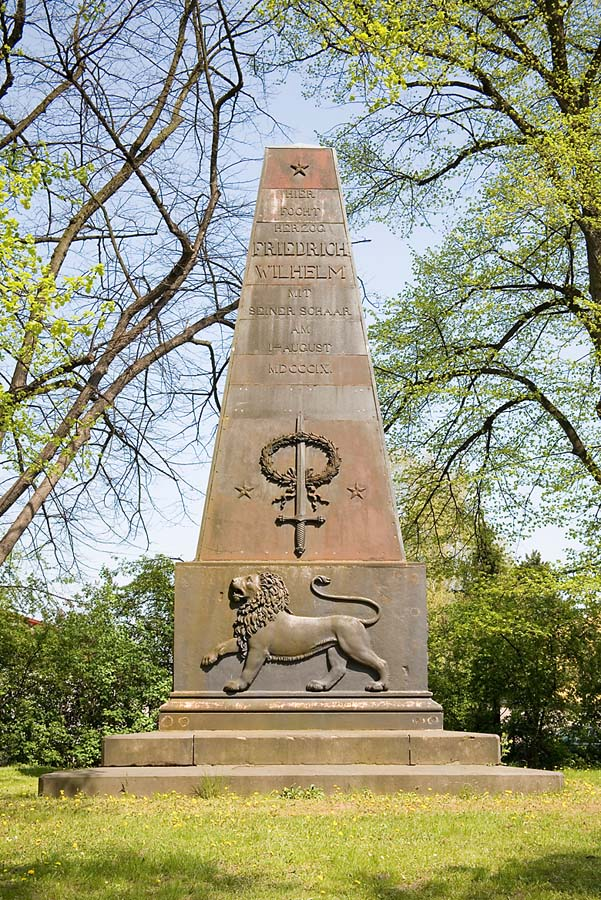
Obelisk bei Ölper
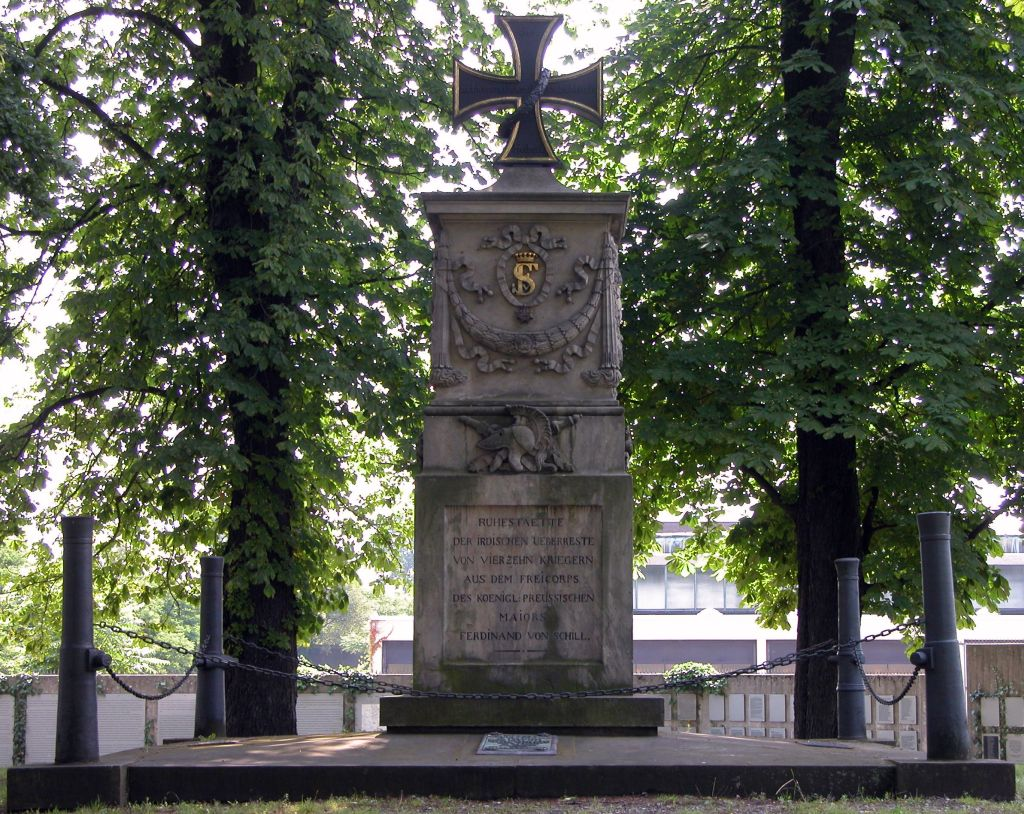
Schill-Denkmal
Siegesdenkmal 1870/71
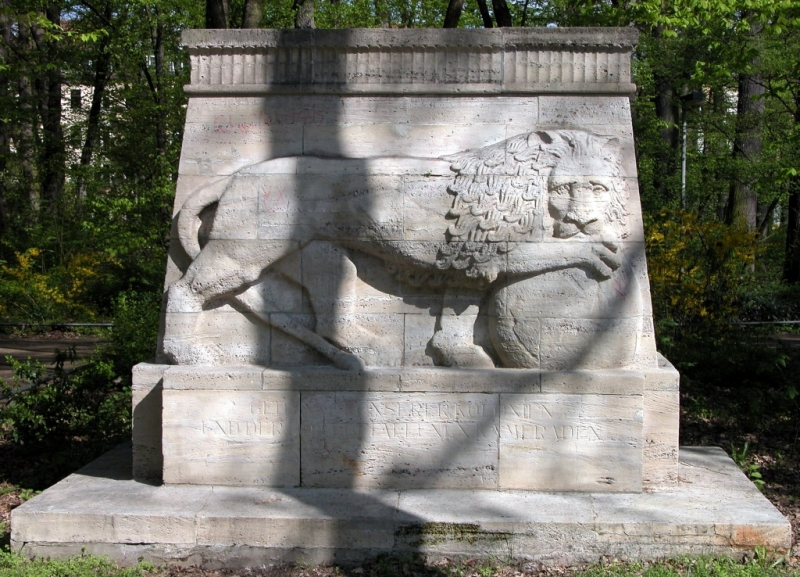
Kolonialdenkmal

Erinnerungsorte
An dem ehemaligen Standort der Roselieskaserne im Stadtteil Lindenberg gibt es zwei Erinnerungsorte, die unmittelbar einen Bezug zur Garnisonsgeschichte haben.
- Am Möncheweg sind zehn Gedenksteine aus verschiedenen Epochen der Garnisonsgeschichte im Halbkreis gruppiert, die an frühere Einheiten bzw. an gefallene Kameraden erinnern. Von der Stadt Braunschweig wurde 2013 hierzu eine Informationstafel zum „Erinnerungsort historische Garnisonsstadt Braunschweig“ aufgestellt.
- Auf dem seit 2008 neu bebauten Gelände der ehemaligen Roselieskaserne, auch Roseliesviertel genannt, wurde am 1. September 2018 in einem Grünbereich an der Eulerstraße der „Roselies-Garten der Erinnerung“ eingeweiht. Auf einer Informationstafel der Stadt Braunschweig wird der Hintergrund sowohl der Namensgeschichte als auch der Kriegshandlungen gedacht. Belgisches Spalierobst soll die Verbundenheit mit den heutigen Bewohnern in Roselies betonen.

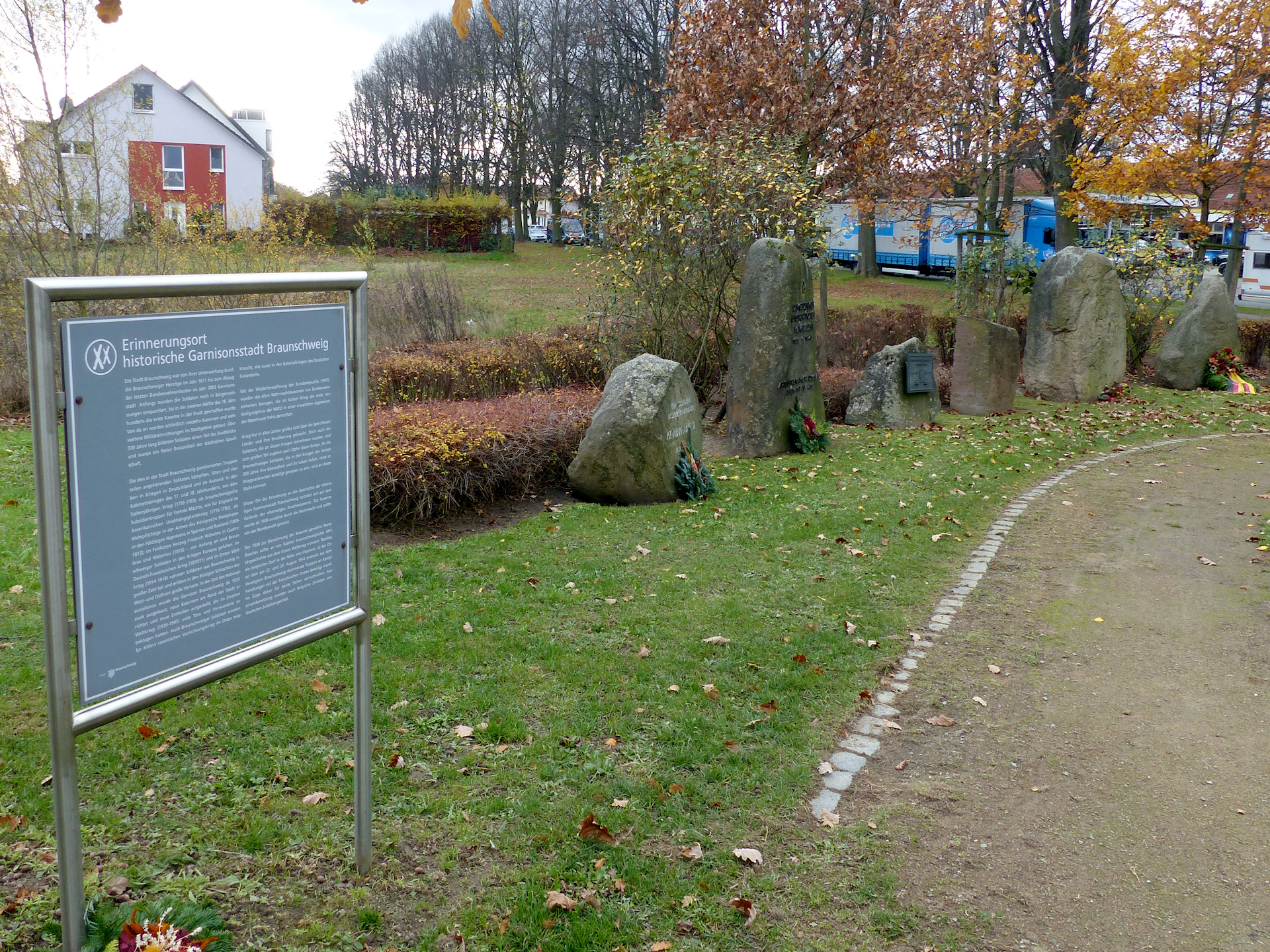
Erinnerungsort historische Garnisonsstadt Braunschweig
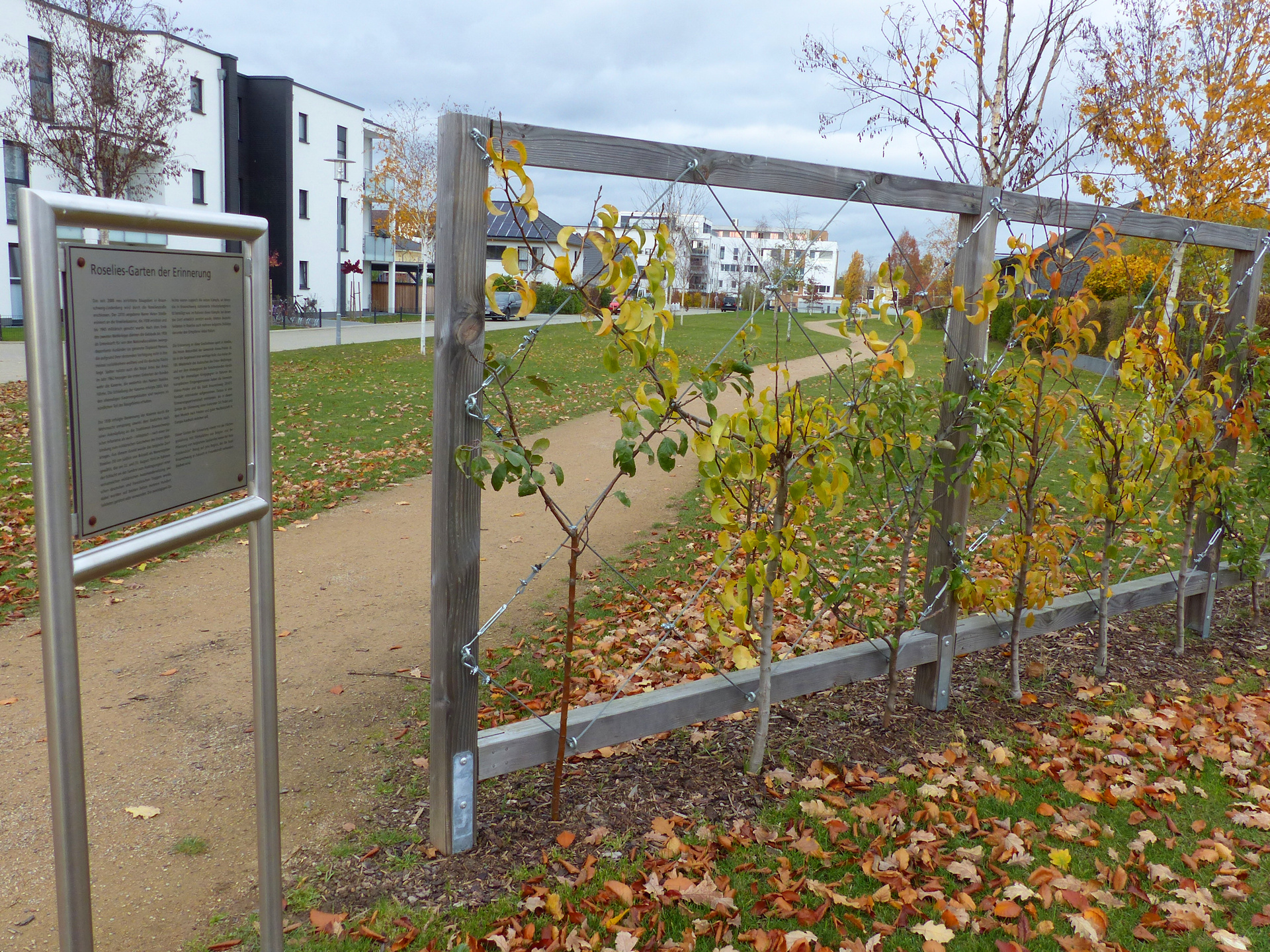
Roselies-Garten der Erinnerung